# 衡阳抗日英雄纪念碑
26°53′24.1″N 112°36′31.2″E / 26.890028°N 112.608667°E
衡阳抗日英雄纪念碑，又称衡阳抗日英雄纪念塔，为纪念衡阳保卫战中牺牲将士而建，位于湖南省衡阳市岳屏山上，是湖南省文物保护单位。

## 历史沿革
衡阳抗日英雄纪念碑，是衡阳抗战纪念城的重要组成部分。
纪念碑、胜利牌坊、纪念塔、纪功亭、纪念堂和登山石磴等，一同于1948年4月完成建设。
纪念碑高达18米，塔碑上镌刻了蒋介石题颁的“衡阳抗战纪念城”七个大字。
纪念碑的碑座为八方须弥座式，意为祈八方和平、永无战事之义。